# Vladimír Petkevič
Vladimír Petkevič (* 2. března 1954 Praha) je český jazykovědec zabývající se matematickou a komputační lingvistikou. Je ředitelem Ústavu teoretické a komputační lingvistiky Filozofické fakulty Univerzity Karlovy v Praze a spolupracovníkem Ústavu Českého národního korpusu. Působí také jako překladatel naučné a populárně naučné literatury, většinou křesťanského zaměření.

## Život
Narodil se jako syn Rostislava Petkeviče (1931–1960), potomka ruských bílých emigrantů, a Češky Mileny Svobodové (1934–1997). Po smrti jeho otce se jeho matka znovu vdala za českého literárního kritika a historika Jaroslava Meda. Vladimír Petkevič je (ze strany otce) prasynovcem rusko-amerického spisovatele Vladimira Nabokova.

## Publikace

### Vlastní tvorba
- An extended dependency based specification of underlying representations of sentences, 1990

### Výběr z překladů
- Kroll, Gerhard: Po stopách Ježíšových (Auf den Spuren Jesu, česky 1995, ISBN 80-7113-110-5 (váz.), ISBN 80-7113-097-4 (chyb.))
- Johnson, Paul: Hledání Boha – osobní pouť (Quest for God, česky 1997 spolu s Evou Šlaufovou, ISBN 80-85846-08-X)
- Kalvoda, Josef: Role Československa v sovětské strategii (Czechoslovakia's role in Soviet strategy, česky 1999, ISBN 80-902530-1-6)
- Steinová, Edith: Edita Steinová – myšlenky a meditace (In der Kraft des Kreuzes, česky 2000, ISBN 80-86036-43-X)
- Ohler, Norbert: Umírání a smrt ve středověku (Sterben und Tod im Mittelalter, česky 2001, ISBN 80-86022-69-2)
- Haeri, Fadhlalla Islám (Elements of Islam, česky 2001, ISBN 80-7202-922-3)

### Ostatní
- Vachek, Josef: Lingvistický slovník Pražské školy (příprava k vydání, ISBN 80-246-0933-9)